# Gaudí a la millor direcció de producció
La següent llista és la de les candidatures nominades i guanyadores del Premi Gaudí a la Millor direcció de producció, des de l'any 2010, quan es van incorporar a la resta de premis del palmarès.

## Palmarès
| Any                          | Persones                                 | Pel·lícula                   |
| ---------------------------- | ---------------------------------------- | ---------------------------- |
| 2010                         | Patricia Roda i Lluís Miñarro            | Cineclub                     |
| 2010                         | Marc Recha i Jerome Vidal                | Petit indi                   |
| 2010                         | Raül Perales                             | The frost                    |
| 2010                         | Gloria Casanova i Elisa Plaza            | Xtrems                       |
| 2011                         | Alex Castellón                           | Pa negre                     |
| 2011                         | Inés Font                                | Herois                       |
| 2011                         | Víctor H. Torner i Xavier Coll           | La llegenda de l'innombrable |
| 2011                         | Reyes Matabuena                          | Els ulls de la Júlia         |
| 2012                         | Victòria Borràs i Jordi Berenguer        | Bruc. La llegenda            |
| 2012                         | Toni Carrizosa                           | Eva                          |
| 2012                         | Teresa Gefaell                           | Mentre dorms                 |
| 2012                         | Carlos González de Jesús                 | Katmandú, un mirall al cel   |
| 2013                         | Eduard Vallès                            | The Pelayos                  |
| 2013                         | Josep Amorós                             | Tengo ganas de ti            |
| 2013                         | Ander Sistiaga                           | El bosc                      |
| 2013                         | Anna Vilella                             | Fènix 11·23                  |
| 2014                         | Josep Amorós                             | Els últims dies              |
| 2014                         | Aritz Cirbián                            | Otel·lo                      |
| 2014                         | Oriol Maymó                              | Món petit                    |
| 2014                         | Ivan S. Mas                              | Fill de Caín                 |
| 2015                         | Edmon Roch i Toni Novella                | El Niño                      |
| 2015                         | Josep Amorós                             | Rastres de sàndal            |
| 2015                         | Mayca Sanz                               | 10.000 km                    |
| 2015                         | Oriol Maymó i Teresa Gefaell             | REC 4: Apocalipsi            |
| 2016                         | Josep Amorós                             | Anacleto: Agent secret       |
| 2016                         | Isidro Terraza                           | Truman                       |
| 2016                         | Josep Amorós i Carla Jovine              | El Rey de La Habana          |
| 2016                         | Toni Novella                             | Palmeras en la nieve         |
| 2017                         | Sandra Hermida                           | A monster calls              |
| 2017                         | Toni Carrizosa                           | Toro                         |
| 2017                         | Teresa Gefaell i Alberto Álvarez         | 100 metros                   |
| 2017                         | Xavi Resina                              | La propera pell              |
| 2018                         | Aleix Castellón                          | Incerta glòria               |
| 2018                         | Jordi Berenguer i Alex Boyd              | La llibreria                 |
| 2018                         | Mireia Graell                            | Estiu 1993                   |
| 2018                         | Sergi Moreno i Sophie Venner             | Anchor and Hope              |
| 2019                         | Eduard Vallès i Hanga Kurucz             | El fotògraf de Mauthausen    |
| 2019                         | Aitor Martos                             | Entre dos aguas              |
| 2019                         | Edmon Roch i Toni Novella                | Yucatán                      |
| 2019                         | Josep Amorós                             | Viaje al cuarto de una madre |
| 2020                         | Oriol Maymó                              | Quien a hierro mata          |
| 2020                         | Aritz Cirbián i Albert Molins,           | 7 raons per fugir            |
| 2020                         | Marta Ramírez                            | La hija de un ladrón         |
| 2020                         | Sergi Moreno, Tono Folguera i Mayca Sanz | Els dies que vindran         |
| 2021                         | Luis Fernández i Ana Parra               | Adú                          |
| 2021                         | David Masllorens i Silva                 | La vampira de Barcelona      |
| 2021                         | Ester Velasco                            | No matarás                   |
| 2021                         | Uriel Wisnia                             | Las niñas                    |
| 2022                         | Albert Espel i Kostas Seakianakis        | Mediterráneo                 |
| 2022                         | Goretti Pagès                            | Las leyes de la frontera     |
| 2022                         | Bàrbara Ferrer                           | El ventre del mar            |
| 2022                         | Bernat Rifé i Goretti Pagès              | Sis dies corrents            |
| 2023                         | Elisa Sirvent                            | Alcarràs                     |
| 2023                         | Clàudia Robert                           | Pacifiction                  |
| 2023                         | Laia Coll                                | Un año, una noche            |
| 2023                         | Mayca Sanz                               | Suro                         |
| 2024                         | Eduard Vallès                            | Saben aquell                 |
| 2024                         | Andrés Mellinas                          | Creatura                     |
| 2024                         | Elisa Sirvent i Patricio Pereira         | La contadora de películas    |
| 2024                         | Eva Taboada                              | Un amor                      |
| 2025                         |                                          |                              |
| Laia Gómez Roig              | Casa en flames                           |                              |
| Carlos Apolinario            | El 47                                    |                              |
| Carlos Amoedo                | Segundo premio                           |                              |
| Mayca Sanz i Andrés Mellinas | Polvo serán                              |                              |